# Parapachycerina
Parapachycerina är ett släkte av tvåvingar. Parapachycerina ingår i familjen lövflugor.
Kladogram enligt Catalogue of Life:
| Parapachycerina | \| \| Parapachycerina cuneifera \| \| \| \| \| \| Parapachycerina hirsutiseta \| \| \| \| \| \| Parapachycerina munroi \| \| \| \| |
|                 | \| \| Parapachycerina cuneifera \| \| \| \| \| \| Parapachycerina hirsutiseta \| \| \| \| \| \| Parapachycerina munroi \| \| \| \| |
|                 | Parapachycerina cuneifera |
|                 | |
|                 | Parapachycerina hirsutiseta |
|                 | |
|                 | Parapachycerina munroi |
|                 | |